# 알제리 축구 국가대표팀

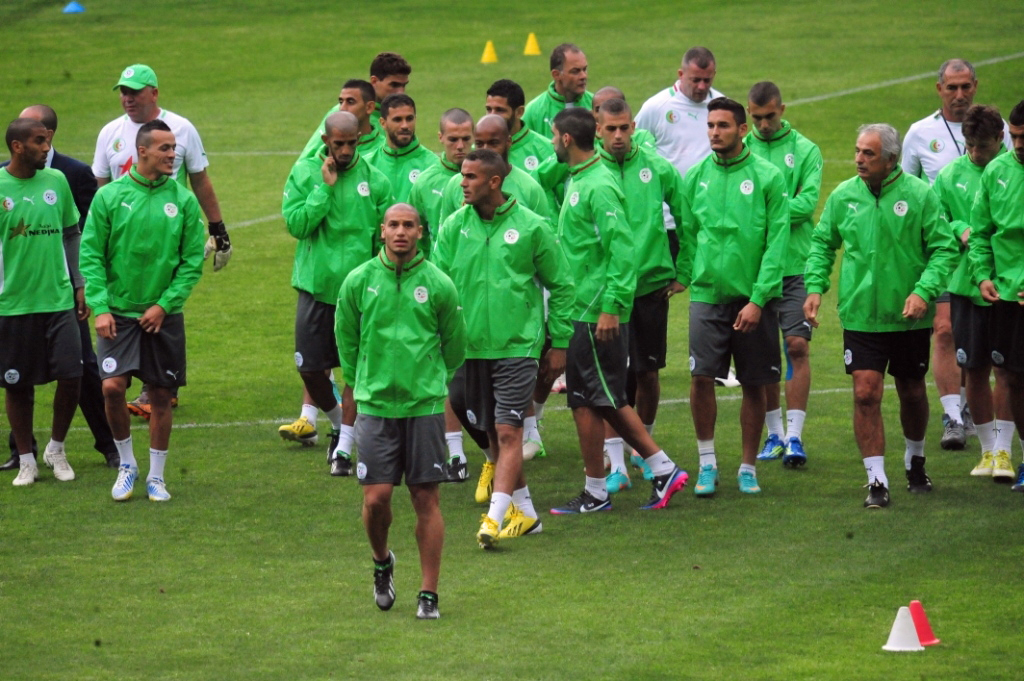

알제리 축구 국가대표팀(아랍어: منتخب الجزائر لكرة القدم, 프랑스어: Équipe de Algérie de football)은 알제리를 대표하는 축구 국가대표팀으로 알제리 축구 연맹에서 운영하고 있다. '사막의 여우', '사막의 전사'라는 별칭으로 잘 알려져 있는 아프리카 축구 강호이며 홈 구장으로는 1962년 7월 5일 경기장을 사용하고 있다.

## 개요
알제리는 개인 돌파와 드리블에 강점을 지니고 체격 조건이 우수한 팀으로 거친 압박을 잘 사용하는 팀이며 전통적 라이벌은 모로코, 튀니지, 이집트이며 특히 이집트와의 2010년 FIFA 월드컵 아프리카 지역 예선 타이브레이크에서 1-0 승리를 거둔 후 발생한 사건 때문에 이집트와의 라이벌 관계가 더욱 심화되었다.

## 국제 대회 경력

### FIFA 월드컵
1982년 FIFA 월드컵을 시작으로 현재까지 4번의 월드컵 본선 무대에 올라 이 가운데 2014년 대회에서 사상 첫 16강에 이름을 올렸으며 1982년 대회 당시 UEFA 유로 1980 우승국인 독일을 2-1로 꺾는 파란을 일으키는 등 2승 1패의 나쁘지 않은 성적을 거두었음에도 독일과 오스트리아와의 경기에서 발생한 승부조작 사건 일명 히혼의 수치로 인해 억울하게 조별리그에서 탈락했던 쓰라린 과거도 갖고 있다.

### 아프리카 네이션스컵
1968년 아프리카 네이션스컵을 통해 아프리카 네이션스컵 본선 무대에 첫 발을 내디딘 후 현재까지 총 18번의 본선에 올라 자국에서 열린 1990년 대회에서 첫 우승을 차지했고 그로부터 29년 후인 2019년 대회에서 통산 2번째 아프리카 챔피언 자리에 등극했다.

### 아프리카 네이션스 챔피언십
자국 리그에서 활동하는 선수들만 참가할 수 있는 아프리카 네이션스 챔피언십 본선에 2011년 대회에 처음으로 참가하여 4위에 입상하였으며 자국에서 열리는 2022년 대회에서 11년만에 2번째 아프리카 네이션스 챔피언십 본선에 올랐다.

### 하계 올림픽
성인대표팀 시절에는 1980년 대회에 유일하게 참가하여 이 대회에서 8강에 올랐고 U-23 대표팀으로는 2016년 대회에 출전하였으나 1무 2패의 초라한 성적으로 조별리그에서 탈락했다.

### FIFA 아랍컵
1988년 대회를 통해 FIFA 아랍컵에 처음으로 모습을 드러낸 이후 참가한 이전 2번의 대회에서는 모두 조별리그에서 탈락의 고배를 마셨으나 9년만에 재개된 2021년 대회에서 튀니지를 따돌리고 사상 첫 FIFA 아랍컵 정상 탈환에 성공했다.

## 기타 국제 대회 경력
지중해 경기 대회에는 10번 출전하여 자국에서 열린 1975년 대회에서 금메달을 획득했고 1993년 대회에서는 은메달을, 1979년 대회에서는 동메달을 차지했으며 팬아랍 게임에는 1985년 대회에 유일하게 참가하여 이 대회에서 동메달을 획득했다.

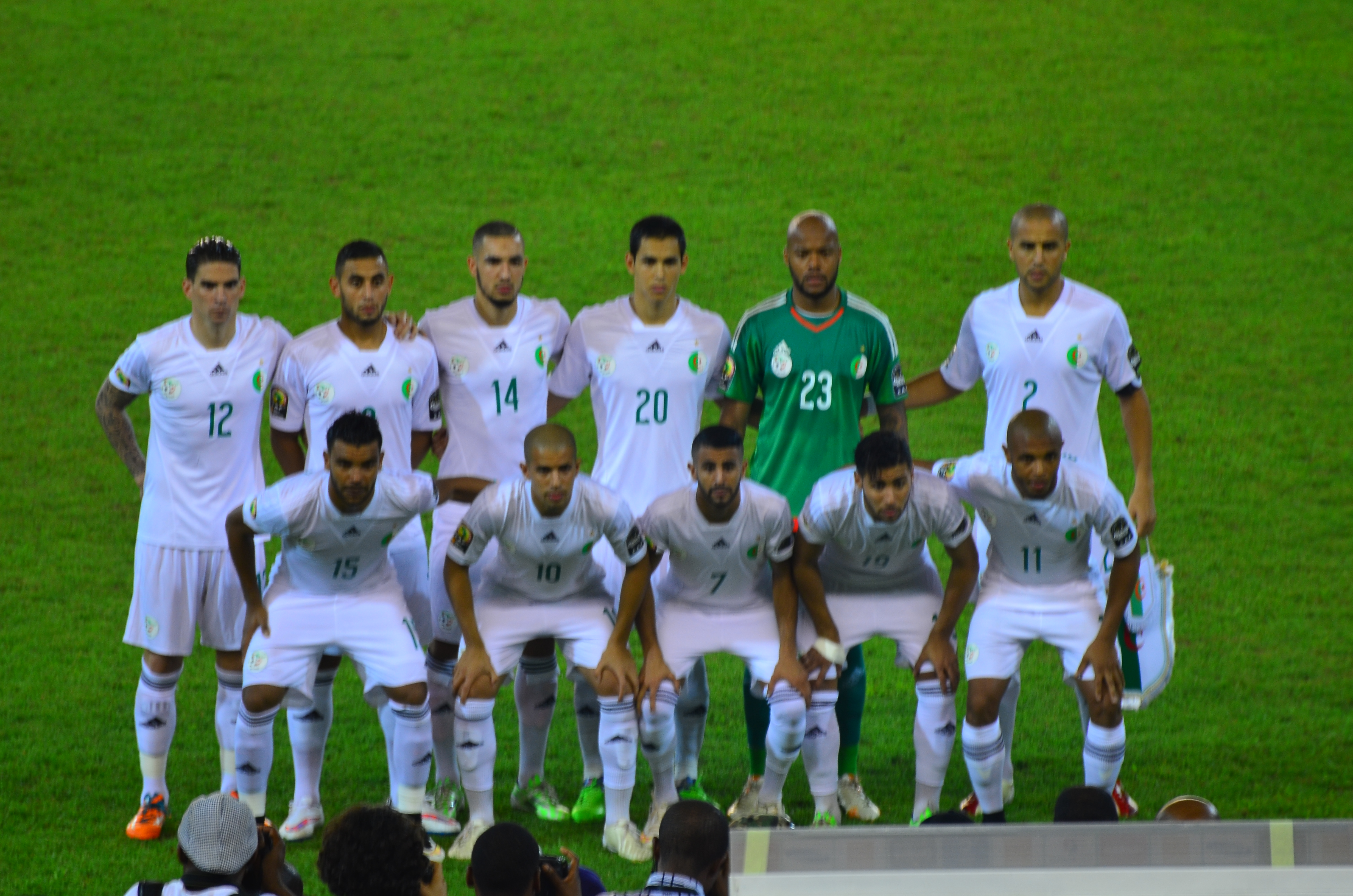

## 최근 경기 결과와 일정
| 날짜             | 상대팀            | 결과 | 점수* | 장소           | 대회                                  |
| ---------------- | ----------------- | ---- | ----- | -------------- | ------------------------------------- |
| 2014년 3월 6일   | 슬로베니아        | 승   | 2-0   | 블리다         | 친선경기                              |
| 2014년 6월 1일   | 아르메니아        | 승   | 3-1   | 시옹           | 친선경기                              |
| 2014년 6월 5일   | 루마니아          | 승   | 2-1   | 제네바         | 친선경기                              |
| 2014년 6월 18일  | 벨기에            | 패   | 1-2   | 벨루오리존치   | 2014년 FIFA 월드컵                    |
| 2014년 6월 23일  | 대한민국          | 승   | 4-2   | 포르투알레그리 | 2014년 FIFA 월드컵                    |
| 2014년 6월 27일  | 러시아            | 무   | 1-1   | 쿠리치바       | 2014년 FIFA 월드컵                    |
| 2014년 7월 1일   | 독일              | 패   | 1-2   | 포르투알레그리 | 2014년 FIFA 월드컵                    |
| 2014년 9월 6일   | 에티오피아        | 승   | 6-0   | 아디스아바바   | 2015년 아프리카 네이션스컵 예선       |
| 2014년 9월 11일  | 말리              | 승   | 1-0   | 블리다         | 2015년 아프리카 네이션스컵 예선       |
| 2014년 10월 11일 | 말라위            | 승   | 2-0   | 블랜타이어     | 2015년 아프리카 네이션스컵 예선       |
| 2015년 10월 16일 | 말라위            | 승   | 3-0   | 블리다         | 2015년 아프리카 네이션스컵 예선       |
| 2015년 11월 16일 | 에티오피아        | 승   | 3-1   | 블리다         | 2015년 아프리카 네이션스컵 예선       |
| 2015년 11월 19일 | 말리              | 패   | 0-2   | 바마코         | 2015년 아프리카 네이션스컵 예선       |
| 2015년 1월 12일  | 튀니지            | 무   | 1-1   | 라데스         | 친선경기                              |
| 2015년 1월 20일  | 남아프리카 공화국 | 승   | 3-1   | 몽고모         | 2015년 아프리카 네이션스컵            |
| 2015년 1월 24일  | 가나              | 패   | 0-1   | 몽고모         | 2015년 아프리카 네이션스컵            |
| 2015년 1월 28일  | 세네갈            | 승   | 2-0   | 말라보         | 2015년 아프리카 네이션스컵            |
| 2015년 2월 2일   | 코트디부아르      | 패   | 1-3   | 말라보         | 2015년 아프리카 네이션스컵            |
| 2015년 3월 27일  | 카타르            | 패   | 0-1   | 도하           | 친선경기                              |
| 2015년 3월 30일  | 오만              | 승   | 4-1   | 도하           | 친선경기                              |
| 2015년 6월 14일  | 세이셸            | 승   | 4-0   | 블리다         | 2017년 아프리카 네이션스컵 예선       |
| 2015년 9월 6일   | 레소토            | 승   | 3-1   | 마세루         | 2017년 아프리카 네이션스컵 예선       |
| 2015년 10월 10일 | 기니              | 패   | 1-2   | 알제           | 친선경기                              |
| 2015년 10월 14일 | 세네갈            | 승   | 1-0   | 알제           | 친선경기                              |
| 2015년 11월 15일 | 탄자니아          | 무   | 2-2   | 다르에스살람   | 2018년 FIFA 월드컵 아프리카 지역 예선 |
| 2015년 11월 18일 | 탄자니아          | 승   | 7-0   | 블리다         | 2018년 FIFA 월드컵 아프리카 지역 예선 |
| 2016년 3월 26일  | 에티오피아        | 승   | 7-1   | 블리다         | 2017년 아프리카 네이션스컵 예선       |
| 2016년 3월 29일  | 에티오피아        | 무   | 3-3   | 아디스아바바   | 2017년 아프리카 네이션스컵 예선       |
| 2016년 6월 2일   | 세이셸            | 승   | 2-0   | 로슈카이망 구  | 2017년 아프리카 네이션스컵 예선       |
| 2015년 9월 5일   | 레소토            | 승   | 6-0   | 블리다         | 2017년 아프리카 네이션스컵 예선       |
| 2016년 10월 3일  | 카메룬            |      |       |                | 2018년 FIFA 월드컵 아프리카 지역 예선 |
| 2016년 11월 7일  | 나이지리아        |      |       |                | 2018년 FIFA 월드컵 아프리카 지역 예선 |

  승리
  무승부
  패배

## 국제대회 기록

### FIFA 월드컵
| FIFA 월드컵 본선 기록 | FIFA 월드컵 본선 기록        | FIFA 월드컵 본선 기록        | FIFA 월드컵 본선 기록        | FIFA 월드컵 본선 기록        | FIFA 월드컵 본선 기록        | FIFA 월드컵 본선 기록        | FIFA 월드컵 본선 기록        | FIFA 월드컵 본선 기록        | FIFA 월드컵 본선 기록        | FIFA 월드컵 예선 기록                       | FIFA 월드컵 예선 기록                       | FIFA 월드컵 예선 기록                       | FIFA 월드컵 예선 기록                       | FIFA 월드컵 예선 기록                       | FIFA 월드컵 예선 기록                       | FIFA 월드컵 예선 기록                       |
| 년도                  | 결과                         | 순위                         | 경기                         | 승                           | 무*                          | 패                           | 득점                         | 실점                         | 승점                         | 경기                                        | 승                                          | 무*                                         | 패                                          | 득점                                        | 실점                                        | 승점                                        |
| --------------------- | ---------------------------- | ---------------------------- | ---------------------------- | ---------------------------- | ---------------------------- | ---------------------------- | ---------------------------- | ---------------------------- | ---------------------------- | ------------------------------------------- | ------------------------------------------- | ------------------------------------------- | ------------------------------------------- | ------------------------------------------- | ------------------------------------------- | ------------------------------------------- |
| 1930년                | 독립 이전                    | 독립 이전                    | 독립 이전                    | 독립 이전                    | 독립 이전                    | 독립 이전                    | 독립 이전                    | 독립 이전                    | 독립 이전                    | 독립 이전                                   | 독립 이전                                   | 독립 이전                                   | 독립 이전                                   | 독립 이전                                   | 독립 이전                                   | 독립 이전                                   |
| 1934년                | 독립 이전                    | 독립 이전                    | 독립 이전                    | 독립 이전                    | 독립 이전                    | 독립 이전                    | 독립 이전                    | 독립 이전                    | 독립 이전                    | 독립 이전                                   | 독립 이전                                   | 독립 이전                                   | 독립 이전                                   | 독립 이전                                   | 독립 이전                                   | 독립 이전                                   |
| 1938년                | 독립 이전                    | 독립 이전                    | 독립 이전                    | 독립 이전                    | 독립 이전                    | 독립 이전                    | 독립 이전                    | 독립 이전                    | 독립 이전                    | 독립 이전                                   | 독립 이전                                   | 독립 이전                                   | 독립 이전                                   | 독립 이전                                   | 독립 이전                                   | 독립 이전                                   |
| 1950년                | 독립 이전                    | 독립 이전                    | 독립 이전                    | 독립 이전                    | 독립 이전                    | 독립 이전                    | 독립 이전                    | 독립 이전                    | 독립 이전                    | 독립 이전                                   | 독립 이전                                   | 독립 이전                                   | 독립 이전                                   | 독립 이전                                   | 독립 이전                                   | 독립 이전                                   |
| 1954년                | 독립 이전                    | 독립 이전                    | 독립 이전                    | 독립 이전                    | 독립 이전                    | 독립 이전                    | 독립 이전                    | 독립 이전                    | 독립 이전                    | 독립 이전                                   | 독립 이전                                   | 독립 이전                                   | 독립 이전                                   | 독립 이전                                   | 독립 이전                                   | 독립 이전                                   |
| 1958년                | 독립 이전                    | 독립 이전                    | 독립 이전                    | 독립 이전                    | 독립 이전                    | 독립 이전                    | 독립 이전                    | 독립 이전                    | 독립 이전                    | 독립 이전                                   | 독립 이전                                   | 독립 이전                                   | 독립 이전                                   | 독립 이전                                   | 독립 이전                                   | 독립 이전                                   |
| 1962년                | 독립 이전                    | 독립 이전                    | 독립 이전                    | 독립 이전                    | 독립 이전                    | 독립 이전                    | 독립 이전                    | 독립 이전                    | 독립 이전                    | 독립 이전                                   | 독립 이전                                   | 독립 이전                                   | 독립 이전                                   | 독립 이전                                   | 독립 이전                                   | 독립 이전                                   |
| 1966년                | 기권                         | 기권                         | 기권                         | 기권                         | 기권                         | 기권                         | 기권                         | 기권                         | 기권                         | 기권                                        | 기권                                        | 기권                                        | 기권                                        | 기권                                        | 기권                                        | 기권                                        |
| 1970년                | 예선 탈락                    | 예선 탈락                    | 예선 탈락                    | 예선 탈락                    | 예선 탈락                    | 예선 탈락                    | 예선 탈락                    | 예선 탈락                    | 예선 탈락                    | 2                                           | 0                                           | 1                                           | 1                                           | 1                                           | 2                                           | 1                                           |
| 1974년                | 예선 탈락                    | 예선 탈락                    | 예선 탈락                    | 예선 탈락                    | 예선 탈락                    | 예선 탈락                    | 예선 탈락                    | 예선 탈락                    | 예선 탈락                    | 2                                           | 1                                           | 0                                           | 1                                           | 2                                           | 5                                           | 3                                           |
| 1978년                | 예선 탈락                    | 예선 탈락                    | 예선 탈락                    | 예선 탈락                    | 예선 탈락                    | 예선 탈락                    | 예선 탈락                    | 예선 탈락                    | 예선 탈락                    | 4                                           | 1                                           | 2                                           | 1                                           | 2                                           | 3                                           | 5                                           |
| 1982년                | 조별리그                     | 13위                         | 3                            | 2                            | 0                            | 1                            | 5                            | 5                            | 6                            | 8                                           | 5                                           | 2                                           | 1                                           | 16                                          | 6                                           | 17                                          |
| 1986년                | 조별리그                     | 22위                         | 3                            | 0                            | 1                            | 2                            | 1                            | 5                            | 1                            | 6                                           | 5                                           | 1                                           | 0                                           | 13                                          | 3                                           | 16                                          |
| 1990년                | 예선 탈락                    | 예선 탈락                    | 예선 탈락                    | 예선 탈락                    | 예선 탈락                    | 예선 탈락                    | 예선 탈락                    | 예선 탈락                    | 예선 탈락                    | 6                                           | 3                                           | 2                                           | 1                                           | 6                                           | 2                                           | 11                                          |
| 1994년                | 예선 탈락                    | 예선 탈락                    | 예선 탈락                    | 예선 탈락                    | 예선 탈락                    | 예선 탈락                    | 예선 탈락                    | 예선 탈락                    | 예선 탈락                    | 8                                           | 2                                           | 3                                           | 3                                           | 8                                           | 11                                          | 9                                           |
| 1998년                | 예선 탈락                    | 예선 탈락                    | 예선 탈락                    | 예선 탈락                    | 예선 탈락                    | 예선 탈락                    | 예선 탈락                    | 예선 탈락                    | 예선 탈락                    | 2                                           | 1                                           | 0                                           | 1                                           | 2                                           | 3                                           | 3                                           |
| 2002년                | 예선 탈락                    | 예선 탈락                    | 예선 탈락                    | 예선 탈락                    | 예선 탈락                    | 예선 탈락                    | 예선 탈락                    | 예선 탈락                    | 예선 탈락                    | 10                                          | 3                                           | 3                                           | 4                                           | 13                                          | 14                                          | 12                                          |
| 2006년                | 예선 탈락                    | 예선 탈락                    | 예선 탈락                    | 예선 탈락                    | 예선 탈락                    | 예선 탈락                    | 예선 탈락                    | 예선 탈락                    | 예선 탈락                    | 12                                          | 3                                           | 5                                           | 4                                           | 15                                          | 15                                          | 14                                          |
| 2010년                | 조별리그                     | 28위                         | 3                            | 0                            | 1                            | 2                            | 0                            | 2                            | 1                            | 13                                          | 8                                           | 2                                           | 3                                           | 17                                          | 8                                           | 26                                          |
| 2014년                | 16강                         | 14위                         | 4                            | 1                            | 1                            | 2                            | 7                            | 7                            | 4                            | 8                                           | 6                                           | 0                                           | 2                                           | 16                                          | 7                                           | 18                                          |
| 2018년                | 예선 탈락                    | 예선 탈락                    | 예선 탈락                    | 예선 탈락                    | 예선 탈락                    | 예선 탈락                    | 예선 탈락                    | 예선 탈락                    | 예선 탈락                    | 8                                           | 2                                           | 2                                           | 4                                           | 15                                          | 12                                          | 8                                           |
| 합계                  | 4회 진출(4/13)               | 16강(1회)                    | 13                           | 3                            | 3                            | 7                            | 13                           | 19                           | 12                           | 89                                          | 40                                          | 23                                          | 26                                          | 126                                         | 91                                          | 143                                         |
| 순위                  | FIFA 월드컵 역대 순위 : 42위 | FIFA 월드컵 역대 순위 : 42위 | FIFA 월드컵 역대 순위 : 42위 | FIFA 월드컵 역대 순위 : 42위 | FIFA 월드컵 역대 순위 : 42위 | FIFA 월드컵 역대 순위 : 42위 | FIFA 월드컵 역대 순위 : 42위 | FIFA 월드컵 역대 순위 : 42위 | FIFA 월드컵 역대 순위 : 42위 | 월드컵 예선 승점 순위 : 64위 (아프리카 9위) | 월드컵 예선 승점 순위 : 64위 (아프리카 9위) | 월드컵 예선 승점 순위 : 64위 (아프리카 9위) | 월드컵 예선 승점 순위 : 64위 (아프리카 9위) | 월드컵 예선 승점 순위 : 64위 (아프리카 9위) | 월드컵 예선 승점 순위 : 64위 (아프리카 9위) | 월드컵 예선 승점 순위 : 64위 (아프리카 9위) |

### 하계 올림픽
| 올림픽 축구 기록 | 올림픽 축구 기록 | 올림픽 축구 기록 | 올림픽 축구 기록 | 올림픽 축구 기록 | 올림픽 축구 기록 | 올림픽 축구 기록 | 올림픽 축구 기록 | 올림픽 축구 기록 | 올림픽 축구 기록 |
| 년도             | 결과             | 순위             | 경기             | 승               | 무*              | 패               | 득점             | 실점             | 승점             |
| ---------------- | ---------------- | ---------------- | ---------------- | ---------------- | ---------------- | ---------------- | ---------------- | ---------------- | ---------------- |
| 1964년           | 불참             | 불참             | 불참             | 불참             | 불참             | 불참             | 불참             | 불참             | 불참             |
| 1968년           | 진출 실패        | 진출 실패        | 진출 실패        | 진출 실패        | 진출 실패        | 진출 실패        | 진출 실패        | 진출 실패        | 진출 실패        |
| 1972년           | 진출 실패        | 진출 실패        | 진출 실패        | 진출 실패        | 진출 실패        | 진출 실패        | 진출 실패        | 진출 실패        | 진출 실패        |
| 1976년           | 진출 실패        | 진출 실패        | 진출 실패        | 진출 실패        | 진출 실패        | 진출 실패        | 진출 실패        | 진출 실패        | 진출 실패        |
| 1980년           | 8강              | 8위              | 4                | 1                | 1                | 2                | 4                | 5                | 4                |
| 1984년           | 진출 실패        | 진출 실패        | 진출 실패        | 진출 실패        | 진출 실패        | 진출 실패        | 진출 실패        | 진출 실패        | 진출 실패        |
| 1988년           | 진출 실패        | 진출 실패        | 진출 실패        | 진출 실패        | 진출 실패        | 진출 실패        | 진출 실패        | 진출 실패        | 진출 실패        |
| 1992년           | 진출 실패        | 진출 실패        | 진출 실패        | 진출 실패        | 진출 실패        | 진출 실패        | 진출 실패        | 진출 실패        | 진출 실패        |
| 1996년           | 진출 실패        | 진출 실패        | 진출 실패        | 진출 실패        | 진출 실패        | 진출 실패        | 진출 실패        | 진출 실패        | 진출 실패        |
| 2000년           | 진출 실패        | 진출 실패        | 진출 실패        | 진출 실패        | 진출 실패        | 진출 실패        | 진출 실패        | 진출 실패        | 진출 실패        |
| 2004년           | 진출 실패        | 진출 실패        | 진출 실패        | 진출 실패        | 진출 실패        | 진출 실패        | 진출 실패        | 진출 실패        | 진출 실패        |
| 2008년           | 진출 실패        | 진출 실패        | 진출 실패        | 진출 실패        | 진출 실패        | 진출 실패        | 진출 실패        | 진출 실패        | 진출 실패        |
| 2012년           | 진출 실패        | 진출 실패        | 진출 실패        | 진출 실패        | 진출 실패        | 진출 실패        | 진출 실패        | 진출 실패        | 진출 실패        |
| 2016년           | 조별리그         | 14위             | 3                | 0                | 1                | 2                | 4                | 6                | 1                |
| 합계             | 2회 진출(2/14)   | 8강(1회)         | 7                | 1                | 2                | 4                | 8                | 11               | 5                |

## 지역대회 기록

### 아프리카 네이션스컵
| 아프리카 네이션스컵 본선 기록 | 아프리카 네이션스컵 본선 기록       | 아프리카 네이션스컵 본선 기록       | 아프리카 네이션스컵 본선 기록       | 아프리카 네이션스컵 본선 기록       | 아프리카 네이션스컵 본선 기록       | 아프리카 네이션스컵 본선 기록       | 아프리카 네이션스컵 본선 기록       | 아프리카 네이션스컵 본선 기록       | 아프리카 네이션스컵 본선 기록       | 아프리카 네이션스컵 예선 기록       | 아프리카 네이션스컵 예선 기록       | 아프리카 네이션스컵 예선 기록       | 아프리카 네이션스컵 예선 기록       | 아프리카 네이션스컵 예선 기록       | 아프리카 네이션스컵 예선 기록       | 아프리카 네이션스컵 예선 기록       |
| 년도                          | 결과                                | 순위                                | 경기                                | 승                                  | 무*                                 | 패                                  | 득점                                | 실점                                | 승점                                | 경기                                | 승                                  | 무*                                 | 패                                  | 득점                                | 실점                                | 승점                                |
| ----------------------------- | ----------------------------------- | ----------------------------------- | ----------------------------------- | ----------------------------------- | ----------------------------------- | ----------------------------------- | ----------------------------------- | ----------------------------------- | ----------------------------------- | ----------------------------------- | ----------------------------------- | ----------------------------------- | ----------------------------------- | ----------------------------------- | ----------------------------------- | ----------------------------------- |
| 1957년                        | 독립 이전                           | 독립 이전                           | 독립 이전                           | 독립 이전                           | 독립 이전                           | 독립 이전                           | 독립 이전                           | 독립 이전                           | 독립 이전                           | 독립 이전                           | 독립 이전                           | 독립 이전                           | 독립 이전                           | 독립 이전                           | 독립 이전                           | 독립 이전                           |
| 1959년                        | 독립 이전                           | 독립 이전                           | 독립 이전                           | 독립 이전                           | 독립 이전                           | 독립 이전                           | 독립 이전                           | 독립 이전                           | 독립 이전                           | 독립 이전                           | 독립 이전                           | 독립 이전                           | 독립 이전                           | 독립 이전                           | 독립 이전                           | 독립 이전                           |
| 1962년                        | 독립 이전                           | 독립 이전                           | 독립 이전                           | 독립 이전                           | 독립 이전                           | 독립 이전                           | 독립 이전                           | 독립 이전                           | 독립 이전                           | 독립 이전                           | 독립 이전                           | 독립 이전                           | 독립 이전                           | 독립 이전                           | 독립 이전                           | 독립 이전                           |
| 1963년                        | 불참                                | 불참                                | 불참                                | 불참                                | 불참                                | 불참                                | 불참                                | 불참                                | 불참                                | 불참                                | 불참                                | 불참                                | 불참                                | 불참                                | 불참                                | 불참                                |
| 1965년                        | 불참                                | 불참                                | 불참                                | 불참                                | 불참                                | 불참                                | 불참                                | 불참                                | 불참                                | 불참                                | 불참                                | 불참                                | 불참                                | 불참                                | 불참                                | 불참                                |
| 1968년                        | 조별리그                            | 6위                                 | 3                                   | 1                                   | 0                                   | 2                                   | 5                                   | 6                                   | 3                                   | 4                                   | 4                                   | 0                                   | 0                                   | 9                                   | 2                                   | 12                                  |
| 1970년                        | 예선 탈락                           | 예선 탈락                           | 예선 탈락                           | 예선 탈락                           | 예선 탈락                           | 예선 탈락                           | 예선 탈락                           | 예선 탈락                           | 예선 탈락                           | 4                                   | 1                                   | 1                                   | 2                                   | 3                                   | 3                                   | 4                                   |
| 1972년                        | 예선 탈락                           | 예선 탈락                           | 예선 탈락                           | 예선 탈락                           | 예선 탈락                           | 예선 탈락                           | 예선 탈락                           | 예선 탈락                           | 예선 탈락                           | 2                                   | 1                                   | 0                                   | 1                                   | 3                                   | 4                                   | 3                                   |
| 1974년                        | 예선 탈락                           | 예선 탈락                           | 예선 탈락                           | 예선 탈락                           | 예선 탈락                           | 예선 탈락                           | 예선 탈락                           | 예선 탈락                           | 예선 탈락                           | 2                                   | 0                                   | 1                                   | 1                                   | 2                                   | 3                                   | 1                                   |
| 1976년                        | 예선 탈락                           | 예선 탈락                           | 예선 탈락                           | 예선 탈락                           | 예선 탈락                           | 예선 탈락                           | 예선 탈락                           | 예선 탈락                           | 예선 탈락                           | 2                                   | 0                                   | 1                                   | 1                                   | 2                                   | 3                                   | 1                                   |
| 1978년                        | 예선 탈락                           | 예선 탈락                           | 예선 탈락                           | 예선 탈락                           | 예선 탈락                           | 예선 탈락                           | 예선 탈락                           | 예선 탈락                           | 예선 탈락                           | 4                                   | 2                                   | 0                                   | 2                                   | 7                                   | 5                                   | 6                                   |
| 1980년                        | 준우승                              | 2위                                 | 5                                   | 2                                   | 2                                   | 1                                   | 6                                   | 7                                   | 8                                   | 2                                   | 1                                   | 0                                   | 1                                   | 3                                   | 2                                   | 3                                   |
| 1982년                        | 4강                                 | 4위                                 | 5                                   | 2                                   | 1                                   | 2                                   | 5                                   | 6                                   | 7                                   | 4                                   | 2                                   | 1                                   | 1                                   | 13                                  | 5                                   | 7                                   |
| 1984년                        | 4강                                 | 3위                                 | 5                                   | 3                                   | 2                                   | 0                                   | 8                                   | 1                                   | 11                                  | 4                                   | 2                                   | 2                                   | 0                                   | 10                                  | 4                                   | 8                                   |
| 1986년                        | 조별리그                            | 6위                                 | 3                                   | 0                                   | 2                                   | 1                                   | 2                                   | 3                                   | 2                                   | 4                                   | 2                                   | 2                                   | 0                                   | 8                                   | 1                                   | 8                                   |
| 1988년                        | 4강                                 | 3위                                 | 5                                   | 1                                   | 3                                   | 1                                   | 4                                   | 4                                   | 6                                   | 2                                   | 1                                   | 1                                   | 0                                   | 2                                   | 1                                   | 4                                   |
| 1990년                        | 우승                                | 1위                                 | 5                                   | 5                                   | 0                                   | 0                                   | 13                                  | 2                                   | 15                                  | 자동참가(개최국)                    | 자동참가(개최국)                    | 자동참가(개최국)                    | 자동참가(개최국)                    | 자동참가(개최국)                    | 자동참가(개최국)                    | 자동참가(개최국)                    |
| 1992년                        | 조별리그                            | 10위                                | 2                                   | 0                                   | 1                                   | 1                                   | 1                                   | 4                                   | 1                                   | 자동참가(전 대회 우승국)            | 자동참가(전 대회 우승국)            | 자동참가(전 대회 우승국)            | 자동참가(전 대회 우승국)            | 자동참가(전 대회 우승국)            | 자동참가(전 대회 우승국)            | 자동참가(전 대회 우승국)            |
| 1994년                        | 예선 통과 후 실격                   | 예선 통과 후 실격                   | 예선 통과 후 실격                   | 예선 통과 후 실격                   | 예선 통과 후 실격                   | 예선 통과 후 실격                   | 예선 통과 후 실격                   | 예선 통과 후 실격                   | 예선 통과 후 실격                   | 6                                   | 4                                   | 1                                   | 1                                   | 13                                  | 4                                   | 13                                  |
| 1996년                        | 8강                                 | 5위                                 | 4                                   | 2                                   | 1                                   | 1                                   | 5                                   | 3                                   | 7                                   | 10                                  | 4                                   | 5                                   | 1                                   | 12                                  | 7                                   | 17                                  |
| 1998년                        | 조별리그                            | 15위                                | 3                                   | 0                                   | 0                                   | 3                                   | 2                                   | 5                                   | 0                                   | 6                                   | 3                                   | 1                                   | 2                                   | 9                                   | 5                                   | 10                                  |
| 2000년                        | 8강                                 | 6위                                 | 4                                   | 1                                   | 2                                   | 1                                   | 5                                   | 4                                   | 5                                   | 8                                   | 4                                   | 1                                   | 3                                   | 14                                  | 8                                   | 13                                  |
| 2002년                        | 조별리그                            | 15위                                | 3                                   | 0                                   | 1                                   | 2                                   | 2                                   | 5                                   | 1                                   | 6                                   | 3                                   | 2                                   | 1                                   | 9                                   | 7                                   | 11                                  |
| 2004년                        | 8강                                 | 8위                                 | 4                                   | 1                                   | 1                                   | 2                                   | 5                                   | 7                                   | 4                                   | 4                                   | 3                                   | 1                                   | 0                                   | 6                                   | 1                                   | 10                                  |
| 2006년                        | 예선 탈락                           | 예선 탈락                           | 예선 탈락                           | 예선 탈락                           | 예선 탈락                           | 예선 탈락                           | 예선 탈락                           | 예선 탈락                           | 예선 탈락                           | 12                                  | 3                                   | 5                                   | 4                                   | 15                                  | 15                                  | 14                                  |
| 2008년                        | 예선 탈락                           | 예선 탈락                           | 예선 탈락                           | 예선 탈락                           | 예선 탈락                           | 예선 탈락                           | 예선 탈락                           | 예선 탈락                           | 예선 탈락                           | 6                                   | 2                                   | 2                                   | 2                                   | 6                                   | 6                                   | 8                                   |
| 2010년                        | 4강                                 | 4위                                 | 6                                   | 2                                   | 1                                   | 3                                   | 4                                   | 10                                  | 7                                   | 13                                  | 8                                   | 2                                   | 3                                   | 17                                  | 8                                   | 26                                  |
| 2012년                        | 예선 탈락                           | 예선 탈락                           | 예선 탈락                           | 예선 탈락                           | 예선 탈락                           | 예선 탈락                           | 예선 탈락                           | 예선 탈락                           | 예선 탈락                           | 6                                   | 2                                   | 2                                   | 2                                   | 5                                   | 8                                   | 8                                   |
| 2013년                        | 조별리그                            | 13위                                | 3                                   | 0                                   | 1                                   | 2                                   | 2                                   | 5                                   | 1                                   | 4                                   | 4                                   | 0                                   | 0                                   | 9                                   | 2                                   | 12                                  |
| 2015년                        | 8강                                 | 6위                                 | 4                                   | 2                                   | 0                                   | 2                                   | 6                                   | 5                                   | 6                                   | 6                                   | 5                                   | 0                                   | 1                                   | 11                                  | 4                                   | 15                                  |
| 2017년                        | 조별리그                            | 10위                                | 3                                   | 0                                   | 2                                   | 1                                   | 5                                   | 6                                   | 2                                   | 6                                   | 5                                   | 1                                   | 0                                   | 25                                  | 5                                   | 16                                  |
| 2019년                        | 우승                                | 1위                                 | 7                                   | 6                                   | 1                                   | 0                                   | 13                                  | 2                                   | 19                                  | 6                                   | 3                                   | 2                                   | 1                                   | 9                                   | 4                                   | 11                                  |
| 합계                          | 18회 진출(18/29)                    | 우승(2회)                           | 74                                  | 28                                  | 21                                  | 25                                  | 93                                  | 85                                  | 105                                 | 133                                 | 69                                  | 33                                  | 30                                  | 232                                 | 117                                 | 241                                 |
| 순위                          | 아프리카 네이션스컵 역대 순위 : 8위 | 아프리카 네이션스컵 역대 순위 : 8위 | 아프리카 네이션스컵 역대 순위 : 8위 | 아프리카 네이션스컵 역대 순위 : 8위 | 아프리카 네이션스컵 역대 순위 : 8위 | 아프리카 네이션스컵 역대 순위 : 8위 | 아프리카 네이션스컵 역대 순위 : 8위 | 아프리카 네이션스컵 역대 순위 : 8위 | 아프리카 네이션스컵 역대 순위 : 8위 | 아프리카 네이션스컵 역대 순위 : 8위 | 아프리카 네이션스컵 역대 순위 : 8위 | 아프리카 네이션스컵 역대 순위 : 8위 | 아프리카 네이션스컵 역대 순위 : 8위 | 아프리카 네이션스컵 역대 순위 : 8위 | 아프리카 네이션스컵 역대 순위 : 8위 | 아프리카 네이션스컵 역대 순위 : 8위 |

### FIFA 아랍컵
| 아랍 네이션스컵 기록 | 아랍 네이션스컵 기록 | 아랍 네이션스컵 기록 | 아랍 네이션스컵 기록 | 아랍 네이션스컵 기록 | 아랍 네이션스컵 기록 | 아랍 네이션스컵 기록 | 아랍 네이션스컵 기록 | 아랍 네이션스컵 기록 | 아랍 네이션스컵 기록 |
| 년도                 | 결과                 | 순위                 | 경기                 | 승                   | 무*                  | 패                   | 득점                 | 실점                 | 승점                 |
| -------------------- | -------------------- | -------------------- | -------------------- | -------------------- | -------------------- | -------------------- | -------------------- | -------------------- | -------------------- |
| 1963년               | 불참                 | 불참                 | 불참                 | 불참                 | 불참                 | 불참                 | 불참                 | 불참                 | 불참                 |
| 1964년               | 불참                 | 불참                 | 불참                 | 불참                 | 불참                 | 불참                 | 불참                 | 불참                 | 불참                 |
| 1966년               | 불참                 | 불참                 | 불참                 | 불참                 | 불참                 | 불참                 | 불참                 | 불참                 | 불참                 |
| 1985년               | 불참                 | 불참                 | 불참                 | 불참                 | 불참                 | 불참                 | 불참                 | 불참                 | 불참                 |
| 1988년               | 조별리그             | 5위                  | 4                    | 1                    | 2                    | 1                    | 3                    | 3                    | 5                    |
| 1992년               | 불참                 | 불참                 | 불참                 | 불참                 | 불참                 | 불참                 | 불참                 | 불참                 | 불참                 |
| 1998년               | 조별리그             | 10위                 | 2                    | 0                    | 1                    | 1                    | 0                    | 3                    | 1                    |
| 2002년               | 불참                 | 불참                 | 불참                 | 불참                 | 불참                 | 불참                 | 불참                 | 불참                 | 불참                 |
| 2012년               | 불참                 | 불참                 | 불참                 | 불참                 | 불참                 | 불참                 | 불참                 | 불참                 | 불참                 |
| 합계                 | 2회 출전(2/9)        | 조별리그(2회)        | 6                    | 1                    | 3                    | 2                    | 3                    | 6                    | 6                    |

### 지중해 게임
| 지중해 게임 기록 | 지중해 게임 기록 | 지중해 게임 기록 | 지중해 게임 기록 | 지중해 게임 기록 | 지중해 게임 기록 | 지중해 게임 기록 | 지중해 게임 기록 | 지중해 게임 기록 | 지중해 게임 기록 |
| 년도             | 결과             | 순위             | 경기             | 승               | 무*              | 패               | 득점             | 실점             | 승점             |
| ---------------- | ---------------- | ---------------- | ---------------- | ---------------- | ---------------- | ---------------- | ---------------- | ---------------- | ---------------- |
| 1951년           | 독립 이전        | 독립 이전        | 독립 이전        | 독립 이전        | 독립 이전        | 독립 이전        | 독립 이전        | 독립 이전        | 독립 이전        |
| 1955년           | 독립 이전        | 독립 이전        | 독립 이전        | 독립 이전        | 독립 이전        | 독립 이전        | 독립 이전        | 독립 이전        | 독립 이전        |
| 1959년           | 독립 이전        | 독립 이전        | 독립 이전        | 독립 이전        | 독립 이전        | 독립 이전        | 독립 이전        | 독립 이전        | 독립 이전        |
| 1963년           | 불참             | 불참             | 불참             | 불참             | 불참             | 불참             | 불참             | 불참             | 불참             |
| 1967년           | 조별리그         | 6위              | 3                | 1                | 0                | 2                | 4                | 6                | 3                |
| 1971년           | 불참             | 불참             | 불참             | 불참             | 불참             | 불참             | 불참             | 불참             | 불참             |
| 1975년           | 금메달           | 우승             | 6                | 6                | 0                | 0                | 14               | 3                | 18               |
| 1979년           | 동메달           | 3위              | 5                | 2                | 2                | 1                | 7                | 6                | 8                |
| 1983년           | 조별리그         | 6위              | 2                | 1                | 0                | 1                | 3                | 3                | 3                |
| 1987년           | 조별리그         | 8위              | 3                | 0                | 0                | 3                | 1                | 7                | 0                |
| 1991년           | 조별리그         | 10위             | 2                | 0                | 0                | 2                | 1                | 5                | 0                |
| 1993년           | 은메달           | 준우승           | 4                | 2                | 1                | 1                | 6                | 4                | 7                |
| 1997년           | 조별리그         | 8위              | 3                | 0                | 3                | 0                | 4                | 4                | 3                |
| 2001년           | 조별리그         | 8위              | 2                | 0                | 0                | 2                | 3                | 7                | 0                |
| 2005년           | 8강              | 6위              | 3                | 1                | 1                | 1                | 3                | 4                | 4                |
| 2009년           | 예선 탈락        | 예선 탈락        | 예선 탈락        | 예선 탈락        | 예선 탈락        | 예선 탈락        | 예선 탈락        | 예선 탈락        | 예선 탈락        |
| 2013년           | 예선 탈락        | 예선 탈락        | 예선 탈락        | 예선 탈락        | 예선 탈락        | 예선 탈락        | 예선 탈락        | 예선 탈락        | 예선 탈락        |
| 2018년           |                  |                  |                  |                  |                  |                  |                  |                  |                  |
| 합계             | 10회 출전(10/14) | 금메달(1회)      | 33               | 13               | 7                | 13               | 46               | 49               | 46               |

### 판 아랍 게임
| 판 아랍 게임 기록 | 판 아랍 게임 기록 | 판 아랍 게임 기록 | 판 아랍 게임 기록 | 판 아랍 게임 기록 | 판 아랍 게임 기록 | 판 아랍 게임 기록 | 판 아랍 게임 기록 | 판 아랍 게임 기록 | 판 아랍 게임 기록 |
| 년도              | 결과              | 순위              | 경기              | 승                | 무*               | 패                | 득점              | 실점              | 승점              |
| ----------------- | ----------------- | ----------------- | ----------------- | ----------------- | ----------------- | ----------------- | ----------------- | ----------------- | ----------------- |
| 1953년            | 독립 이전         | 독립 이전         | 독립 이전         | 독립 이전         | 독립 이전         | 독립 이전         | 독립 이전         | 독립 이전         | 독립 이전         |
| 1957년            | 독립 이전         | 독립 이전         | 독립 이전         | 독립 이전         | 독립 이전         | 독립 이전         | 독립 이전         | 독립 이전         | 독립 이전         |
| 1961년            | 독립 이전         | 독립 이전         | 독립 이전         | 독립 이전         | 독립 이전         | 독립 이전         | 독립 이전         | 독립 이전         | 독립 이전         |
| 1965년            | 불참              | 불참              | 불참              | 불참              | 불참              | 불참              | 불참              | 불참              | 불참              |
| 1976년            | 불참              | 불참              | 불참              | 불참              | 불참              | 불참              | 불참              | 불참              | 불참              |
| 1985년            | 동메달            | 3위               | 4                 | 1                 | 0                 | 3                 | 4                 | 5                 | 3                 |
| 1992년            | 불참              | 불참              | 불참              | 불참              | 불참              | 불참              | 불참              | 불참              | 불참              |
| 1997년            | 불참              | 불참              | 불참              | 불참              | 불참              | 불참              | 불참              | 불참              | 불참              |
| 1999년            | 기권              | 기권              | 기권              | 기권              | 기권              | 기권              | 기권              | 기권              | 기권              |
| 2004년            | 축구 종목 제외    | 축구 종목 제외    | 축구 종목 제외    | 축구 종목 제외    | 축구 종목 제외    | 축구 종목 제외    | 축구 종목 제외    | 축구 종목 제외    | 축구 종목 제외    |
| 2007년            | 불참              | 불참              | 불참              | 불참              | 불참              | 불참              | 불참              | 불참              | 불참              |
| 2011년            | 불참              | 불참              | 불참              | 불참              | 불참              | 불참              | 불참              | 불참              | 불참              |
| 합계              | 1회 출전(1/8)     | 동메달(1회)       | 4                 | 1                 | 0                 | 3                 | 4                 | 5                 | 3                 |

## 선수단

### 최근 선수 명단
일자: 2022년 11월 16일, 19일

종류:  말리와  스웨덴과의 친선 경기를 위한 알제리 선수 명단

출장 수와 골 수 기준: 2022년 11월 19일 이후
|  | GK | 안토니 만드레아         | 1996년 12월 25일(28세) | 2  | 0  | 캉                      |  |  |
|  | GK | 라이스 므볼리           | 1986년 4월 25일(39세)  | 91 | 0  | 알카디시아              |  |  |
|  | GK | 알렉상드르 우키자       | 1988년 7월 19일(36세)  | 6  | 0  | 메스                    |  |  |
|  | GK | 무스타파 제그바         | 1990년 11월 21일(34세) | 5  | 0  | 다마크                  |  |  |
|  |    |                         |                        |    |    |                         |  |  |
|  | DF | 유세프 아탈             | 1996년 5월 17일(29세)  | 29 | 2  | 니스                    |  |  |
|  | DF | 후신 베나야다           | 1992년 8월 8일(32세)   | 18 | 0  | 위다드 카사블랑카       |  |  |
|  | DF | 라미 벤세바이니         | 1995년 4월 16일(30세)  | 51 | 6  | 보루시아 묀헨글라트바흐 |  |  |
|  | DF | 야니스 하마시           | 1999년 7월 13일(25세)  | 1  | 0  | 드니프로-1              |  |  |
|  | DF | 아이사 만디             | 1991년 10월 22일(33세) | 80 | 4  | 비야레알                |  |  |
|  | DF | 아흐메드 투바           | 1998년 3월 13일(27세)  | 9  | 1  | 이스탄불 바샥셰히르     |  |  |
|  | DF | 모하메드 아민 투가이    | 2000년 1월 22일(25세)  | 7  | 1  | 에스페랑스              |  |  |
|  |    |                         |                        |    |    |                         |  |  |
|  | MF | 이스마엘 벤나세르       | 1997년 12월 1일(27세)  | 44 | 2  | 밀란                    |  |  |
|  | MF | 나빌 벤탈렙             | 1994년 11월 24일(30세) | 39 | 5  | 앙제                    |  |  |
|  | MF | 히샴 부다위             | 1999년 9월 23일(25세)  | 11 | 0  | 니스                    |  |  |
|  | MF | 라미즈 제루키           | 1998년 5월 26일(27세)  | 20 | 1  | 트벤터                  |  |  |
|  | MF | 아뎀 조르간             | 2000년 1월 6일(25세)   | 10 | 0  | 샤를루아                |  |  |
|  |    |                         |                        |    |    |                         |  |  |
|  | FW | 카림 아리비             | 1994년 6월 24일(30세)  | 2  | 0  | 벨루이즈다드            |  |  |
|  | FW | 모하메드 엘 아민 아무라 | 2000년 5월 9일(25세)   | 9  | 2  | 루가노                  |  |  |
|  | FW | 유세프 벨라일리         | 1992년 3월 14일(33세)  | 47 | 9  | 아작시오                |  |  |
|  | FW | 사이드 벤라흐마         | 1995년 8월 10일(29세)  | 19 | 1  | 웨스트햄 유나이티드     |  |  |
|  | FW | 메흐디 레리             | 1998년 5월 23일(27세)  | 2  | 0  | 삼프도리아              |  |  |
|  | FW | 리야드 마레즈           | 1991년 2월 21일(34세)  | 79 | 28 | 맨체스터 시티           |  |  |
|  | FW | 아담 우나스             | 1996년 11월 11일(28세) | 21 | 5  | 릴                      |  |  |
|  | FW | 이슬람 슬리마니         | 1988년 6월 18일(36세)  | 91 | 41 | 안데를레흐트            |  |  |

## 주요 선수
- 소피안 페굴리
- 안타르 야히아
- 자멜 압둔
- 나빌 길라스
- 메딜 라셀
- 이샤크 벨포딜
- 푸에드 카디르
- 리야드 마레즈
- 이슬람 슬리마니

## 역대 감독
| 감독                  | 임기        |
| --------------------- | ----------- |
| 라바 마제르           | 1993 ~ 1995 |
| 라바 마제르           | 1999        |
| 라바 마제르           | 2001 ~ 2002 |
| 조르주 레이컨스       | 2003        |
| 로베르 와세주         | 2004        |
| 바히드 할릴호지치     | 2011 ~ 2014 |
| 조르주 레이컨스       | 2016 ~ 2017 |
| 라바 마제르           | 2017 ~ 2018 |
| 블라디미르 페트코비치 | 2024 ~      |

## 같이 보기
- 히혼의 수치